# پیری‌شناسی

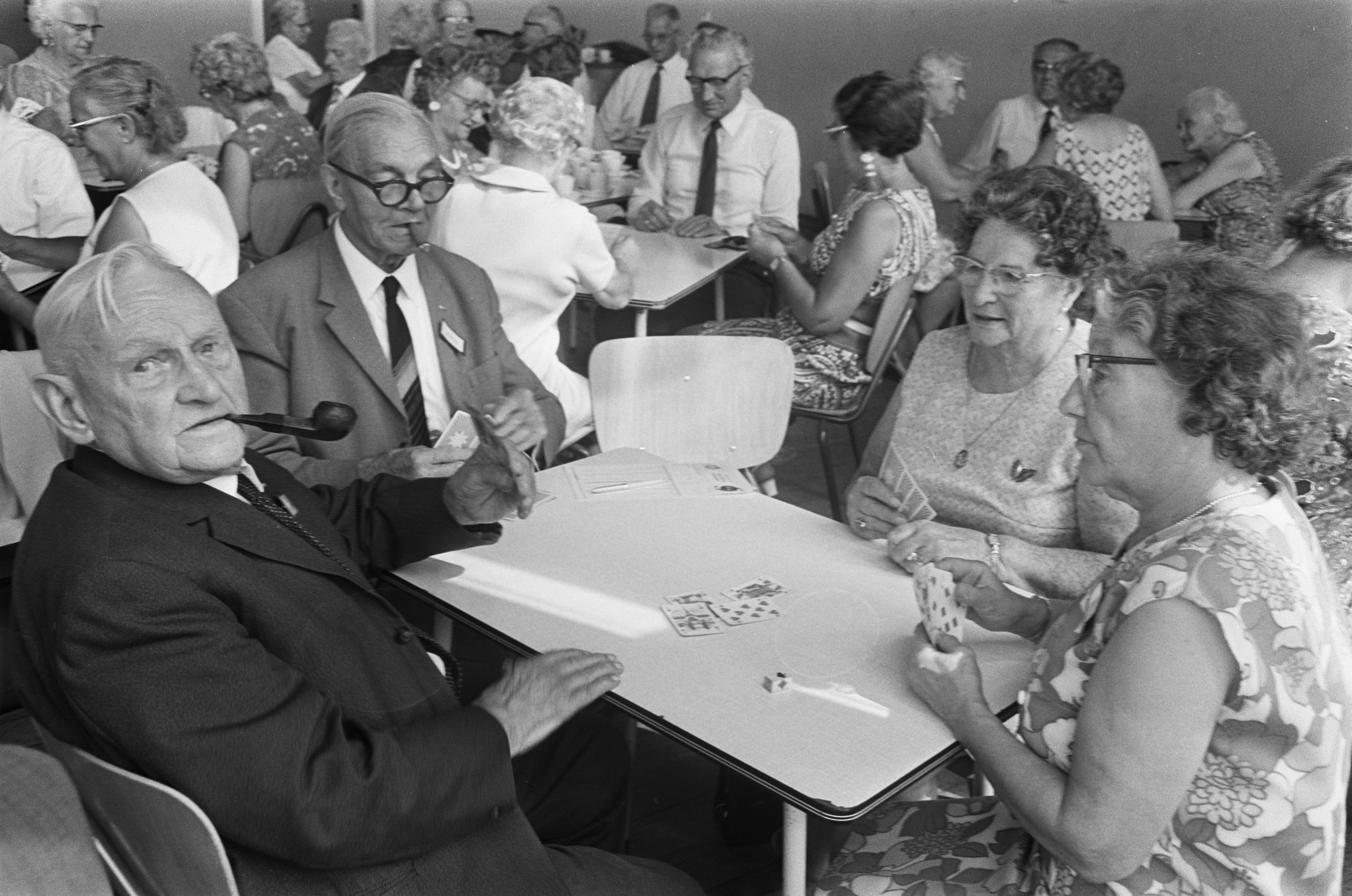
پیرها در حال ورق بازی در آمستردام، ۱۹۷۰ میلادی

علم پیری‌شناسی (به انگلیسی: Gerontology) به مطالعه علمی سالخوردگی از طریق بررسی تغییرات تصاعدی که در یک سلول، بافت، اندامگان، موجود زنده، یا یک گروه از موجودات زنده با گذشت زمان شکل می‌گیرد می‌پردازد. فرایند سالمندی بخشی از دنباله رشد در کل طول عمر بوده که از پیش از تولد تا پیری را در بر می‌گیرد.